# Kanton Mayenne-Ouest
Kanton Mayenne-Ouest (fr. Canton de Mayenne-Ouest) je francouzský kanton v departementu Mayenne v regionu Pays de la Loire. Tvoří ho devět obcí.

## Obce kantonu
- Alexain
- Contest
- Mayenne (západní část)
- Oisseau
- Parigné-sur-Braye
- Placé
- Saint-Baudelle
- Saint-Georges-Buttavent
- Saint-Germain-d'Anxure